# Сталинец-1

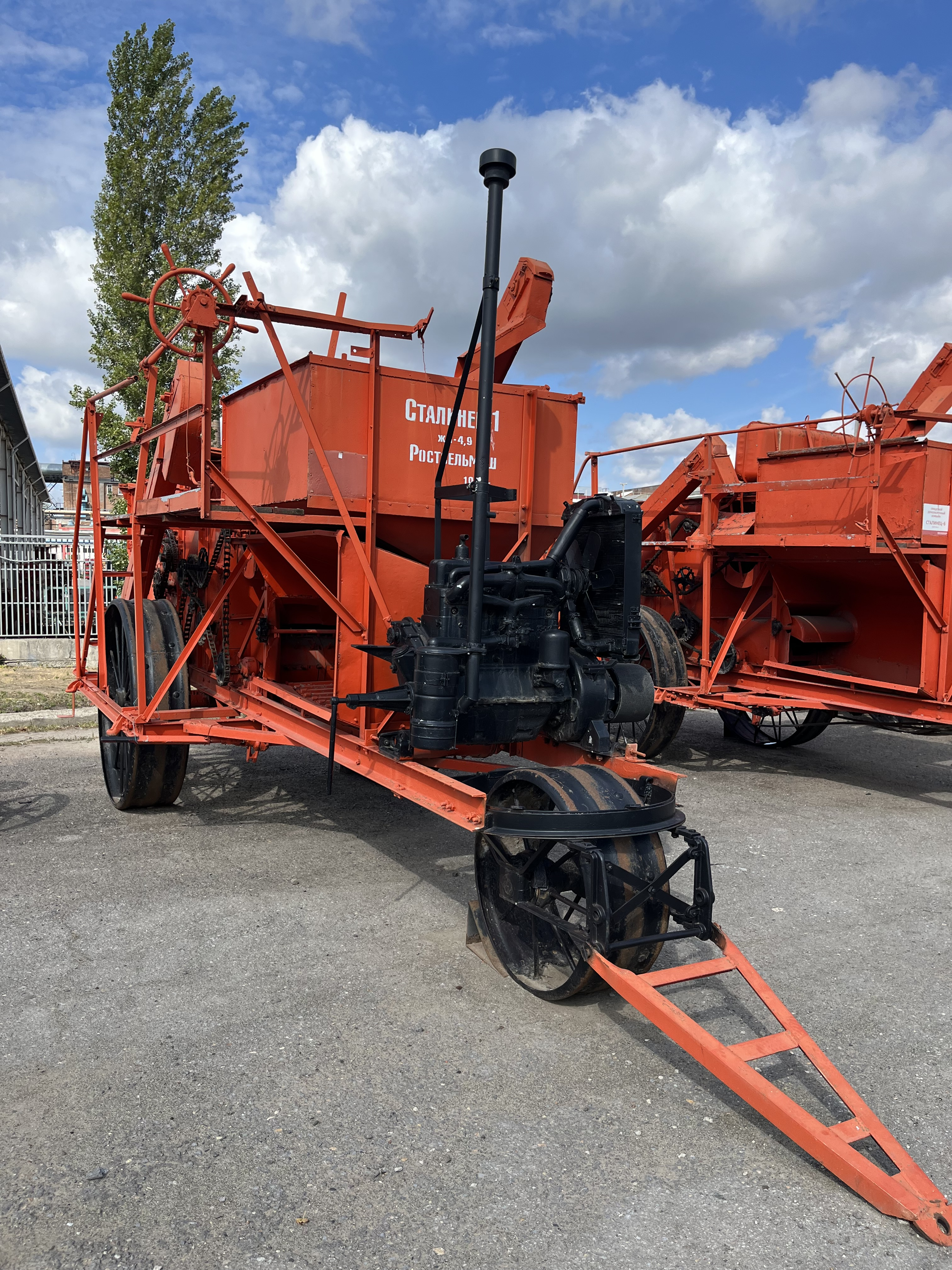
Сталинец-1 на экспозиции, посвященной истории завода

«Сталинец-1» — советский прицепной зерноуборочный комбайн, выпускавшийся с 1932 по 1941 год.
Выпускался на комбайновом заводе «Ростсельмаш» с 1932 года и до эвакуации завода в Ташкент (13 октября 1941 года).

## История
Летом 1931 года в опытной мастерской строящегося цеха комбайнов завода «Ростсельмаш» завершилась сборка двух комбайнов «Сталинец». На полях совхоза «Хуторок» Краснодарского края комбайны проходили испытания вместе с комбайнами американских марок «Оливер», «Холт» и «Катерпиллер». «Сталинцы» показали лучшие результаты в работе. В отличие от зарубежных комбайнов они могли убирать не только хлеб, но и подсолнечник, кукурузу и просо.
В мае 1932 года на поля СССР был отправлен первый эшелон комбайнов «Сталинец-1».
В 1937 году комбайн был отправлен на Всемирную промышленную выставку в Париже. Там «Сталинец-1» получил высшую награду — диплом «Grand Prix». 14 июня 1940 года был собран 50-тысячный комбайн «Сталинец-1».
1932—1941 годы было выпущено свыше 56 тысяч единиц
14 июня 1940 г. на главном конвейере был собран уже 50 — тысячный комбайн «Сталинец-1»

## Характеристики
- Пропускная способность молотилки — 2,5 кг в секунду.
- Ширина жатки — 6,7 м
- Мощность приводного двигателя — 40 л. с.

Обслуживали агрегат пять человек; отвозка (лошадь и бестарка) — 1 чел.

## В филателии

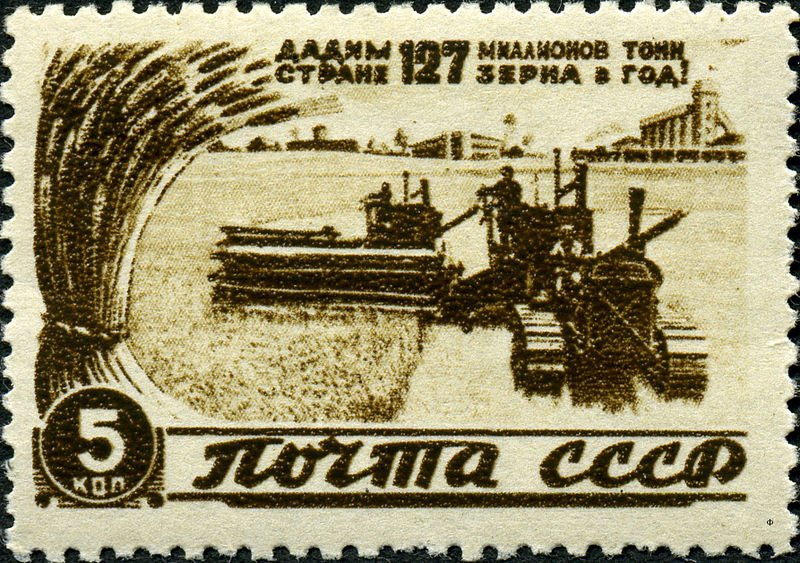

На марке СССР 1946 года «Дадим 127 миллионов тонн стране зерна в год!» изображён зерноуборочный комбайн «Сталинец-1» в связке с трактором С-60.